# 歐洲猶太人大會
歐洲猶太人大會，（以下簡稱 EJC），成立於1986年，設立於巴黎，並在布鲁塞尔、斯特拉斯堡、柏林和布达佩斯設有辦事處。它是被選出的歐洲猶太人社群的歐洲唯一代表。
作為世界猶太人大會的附屬，EJC與各國政府、欧洲联盟所屬機構和欧洲委员会合作。歐洲猶太人大會是最具影響力的國際公開協會，且為一個巨大的世俗組織代表著超國250萬歐洲犹太人。EJC的分支組織分佈於42個在大陸上的國家的犹太社群。EJC的首要任務是深度參與歐洲一體化進程、促進基於相互間友好關係的歐洲民主、以及相互理解和寬容。EJC與各個歐洲國家政府、國際機構和歐洲一體化組織，包括聯合國、歐洲聯盟、歐洲安全與合作組織保持著密切的合作關係，且於歐洲理事會具有參與地位。
EJC解決當今世界最急迫的目標，例如保護人權、對抗排外主義和反犹太主义、促進宗教間的對話、實現文化和教育方案和記住猶太人大屠殺和其他悲劇由數百萬存活於世界各地的人們聲稱。
為了實現這些目標，EJC發起並組織了幾次大型國際項目，特別是讓我的人民活著! 國際論壇。一系列的論壇第一次舉辦於2005年1月 克拉科夫紀念解放奥斯威辛集中营 60 週年；第二次於論壇在2006年9月於基輔舉行，紀念巴比雅爾悲劇65週年。 論壇廣泛的支持領導的国际组织，包括欧洲委员会及欧洲委员会議會，以及來自許多國家，包括俄羅斯、美国、德國、 以色列、波蘭和乌克兰的資深政治家。下一次讓我的人民活著! 論壇，紀念水晶之夜悲劇發生70週年，於波兰克拉科夫舉辦。
於2011年1月25日，國際猶太人大屠殺紀念日前夕，在布鲁塞尔的欧洲议会舉辦一個紀念大會專門回憶 猶太人大屠殺。 它正值蘇聯陸軍解放奥斯威辛-比克瑙集中营66週年。歐洲猶太人大會為此活動的主辦者之一。
其他EJC重要的課題為當今世界最危險的威脅之一，即核子恐怖主義。EJC是盧森堡國際防止核子災害論壇的共同組織者，它 於5月於盧森堡舉辦並在核不擴散來自14個國家的50多名專家匯聚了獨特的團隊，由国际原子能机构總幹事穆罕默德·巴拉迪領導。考慮到參加者的水平，這次會議是討論核安全問題在過去十年中規模最大，最權威的聚集地。
EJC的首要辦事處設置於巴黎，並且於柏林、布鲁塞尔、布達佩斯和斯特拉斯堡設立分部。
歐洲猶太人大會會長每隔兩年由犹太社群代表和共同工作選出的「執行人員」社區會長的 「公開大會」選出。
Viatcheslav Moshe Kantor於2007年6月被選為歐洲猶太人大會會長。自2004年到他被選為會長，他為 EJC 理事會總裁。

## 首要目標
EJC 在她們的網站列出首要目標於下列：

- 透過教育、司法、保安打擊復興反犹太主义，與各國政府和歐洲機構合作。
- 促進歐洲政策對於以色列和中東地區的平衡，並協助建設一個歐洲和以色列之間的健康對話。
- 促進宗教間的對話和理解。
- 確定和教育關於猶太人大屠殺。
- 在和平，理解和容忍的基礎上發展歐洲社會的民主。
- 在中歐和東歐協助振興猶太人的富足生活。
- 抵制同化歐洲猶太人口。

## 2006 報告
在2006年大會釋出一份報告詳述新一波反犹事件主要於西欧起於2006年以黎衝突之後，相反的
呈中立或是親以色列情緒在原東方集團就像是丹麥。
報告指出：
- 第一件反犹實例於土耳其自2002年政權轉移；
- 83件反犹實例於奧地利自2006年4月到8月，相對於2005年同期的50件；
- 61件反犹實例於法國自2006年4月到8月，相對於2005年同期的34件；
- 一般的反犹政治和媒體言論在希臘衝衝突之後。

## 外部連結
- 歐洲猶太人大會 （页面存档备份，存于） （英文）
- 世界犹太人大会 （页面存档备份，存于） （简体中文）